# Beseitet
Beseitet und begleitet, lat. comitatum, franz. accote, engl. accoste oder besided, ital. accostato, niederd. begeleed, sind heraldische Fachbegriffe und beschreiben die Stellung von Wappenfiguren in einem Wappenschild oder Feld in Bezug zur  Hauptfigur.
Es können zwei oder mehrere Wappenfiguren im Wappenfeld sein. Die erstere Figur (Hauptfigur) wird von den anderen kleineren Figuren beseitet. 
Sind Figuren im Wappen nur auf einer Seite zur Hauptfigur angeordnet, dann ist es in der Wappenbeschreibung durch die Lage mit links oder rechts beseitet respektive beseitend zu beschreiben.
Sind zwei Nebenfiguren beiderseits angeordnet, wird speziell begleitet verwendet. Der Begriff wechselt bei größerer Anzahl Figuren zwischen beseitet und begleitet.
Die beseitenden Wappenfiguren können verschieden sein.